# 托诺西
托诺西（西班牙語：Tonosí）是巴拿马洛斯桑托斯省的一个城镇，2010年普查總人口數為2,257人。